# Émile Benveniste
Émile Benveniste (Aleppo, 27 maggio 1902 – Versailles, 3 ottobre 1976) è stato un linguista francese, pioniere della svolta testuale in campo linguistico. I principali contributi sono raccolti nei due volumi dei Problemi di linguistica generale, scritti tra il 1939 e il 1976.

## Biografia
Fu allievo di Antoine Meillet all'École pratique des hautes études, dove successivamente divenne lui stesso docente ("Directeur d'études") dal 1927 fino al 1969.
Dal 1937 al 1969 fu anche docente di Grammatica comparata al Collège de France.
Durante la guerra fu fatto prigioniero nel 1940, ma riuscì ad evadere e a rifugiarsi in Svizzera dove rimase fino al 1945.
Dal 1959 al 1970 fu segretario della Société de linguistique de Paris (dal 1945 ne era il segretario aggiunto).
Dal 1960 fece parte come membro dell'Académie des inscriptions et belles-lettres; dal 1965 fu membro anche dell'Accademia dei Lincei.
Nel 1969 subì un ictus che lo menomò rendendolo afasico. Morì sette anni dopo, nel 1976.

## Teorie
Suo è il concetto di soggettività nel linguaggio (noto anche come soggettività linguistica), secondo cui l'io si costituisce tale a partire dall'enunciazione del pronome stesso (ego) in una situazione unica di discorso con il tu; tale interlocuzione determina la soggettività di colui che enuncia "ego" in virtù di un momento d'interlocuzione, necessario, con il "tu". Prima e seconda persona singolare vengono pertanto assunte a categorie di persona dalle quali si esclude la terza singolare (Benveniste la definì una non persona).

## Opere principali
- Problèmes de linguistique générale, 1 (1966)
  - Trad. it. Problemi di linguistica generale, Milano, Saggiatore, 1971
- Problèmes de linguistique générale, 2 (1974)
  - Trad. it. (a cura di Francesco Aspesi) Problemi di linguistica generale II, Milano, Saggiatore, 1985
- Le Vocabulaire des institutions indo-européennes (2 voll., 1969), Paris, Minuit.
  - Ed. italiana (a cura di Mariantonia Liborio) Il vocabolario delle istituzioni indoeuropee, Torino, Einaudi, 1981 (ISBN 88-06-59960-7)
- Essere di parola. Semantica, soggettività, cultura, a cura di Paolo Fabbri, Milano, Bruno Mondadori, 2009 (ISBN 88-61-59340-2)